# المعصرة (المحويت)

تعديل مصدري - تعديل

المعصرة هي إحدى قرى عزلة بني الوليد بمديرية المحويت التابعة لمحافظة المحويت، بلغ تعداد سكانها 349 نسمة حسب تعداد اليمن لعام 2004.